# Mispila diluta
Mispila diluta là một loài bọ cánh cứng trong họ Cerambycidae.